# Ковънтри
 Тази статия е за града в Англия.  За футболния отбор вижте Ковънтри Сити (футболен клуб).  
Ковънтри (на английски: Coventry) е град в Централна Англия, общинско графство в историческото графство Уоруикшър. Намира се на 25 km югоизточно от Бирмингам. Населението му е около 304 000 души (2005).
Разположен е в равнината Ардън, югоизточно от Бирмингам.
По време на Битката за Британия от Втората световна война на 14 ноември 1940 г. градът е бомбардиран от германската авиация. Той е най-силно разрушеният град във Великобритания, загиват над 1000 души. В центъра на катедралата пада бомба, вследствие на което тя е разрушена, но част от външната ѝ фасада остава здрава.

## Личности
Родени в Ковънтри
- Доминик Дейл (р. 1971), играч на снукър
- Клайв Оуен (р. 1964), актьор
- Лий Чайлд (р. 1954), писател

## Побратимени градове
- Варшава, Полша
- Волгоград, Русия (1943)
- Галац, Румъния (1963)
- Корк, Република Ирландия
- Перник, България

## Ковънтри в литературата, киното и телевизията
- В научнофантастичния сериал Вавилон 5 капитан Джон Шеридан разказва на свой подчинен историята за бомбардировката над Ковънтри и за известната дилема, пред която е бил изправен министър-председателят Уинстън Чърчил – да спаси града от разрушение или да поддържа у немците заблудата, че кодът на машината Енигма все още не е разшифрован. Шеридан е изправен пред подобна дилема в епизод от втория сезон на сериала.